# 菲耶索达尔蒂科
菲耶索达尔蒂科（義大利語：Fiesso d'Artico），是意大利威尼托大区威尼斯省的一个市镇。总面积6.3平方公里，人口7505人，人口密度1191.3人/平方公里（2009年）。国家统计（ISTAT）代码为027014。

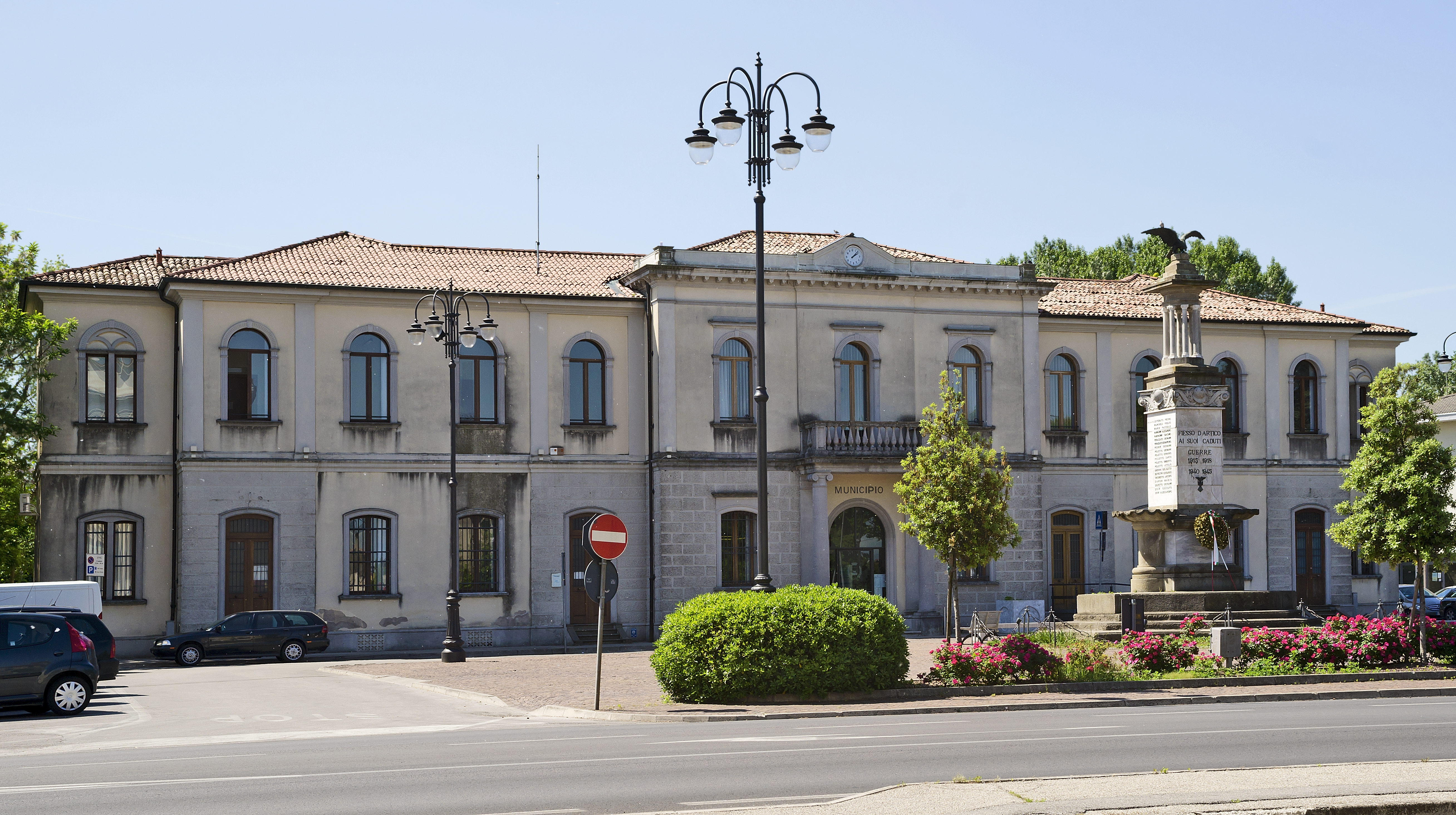
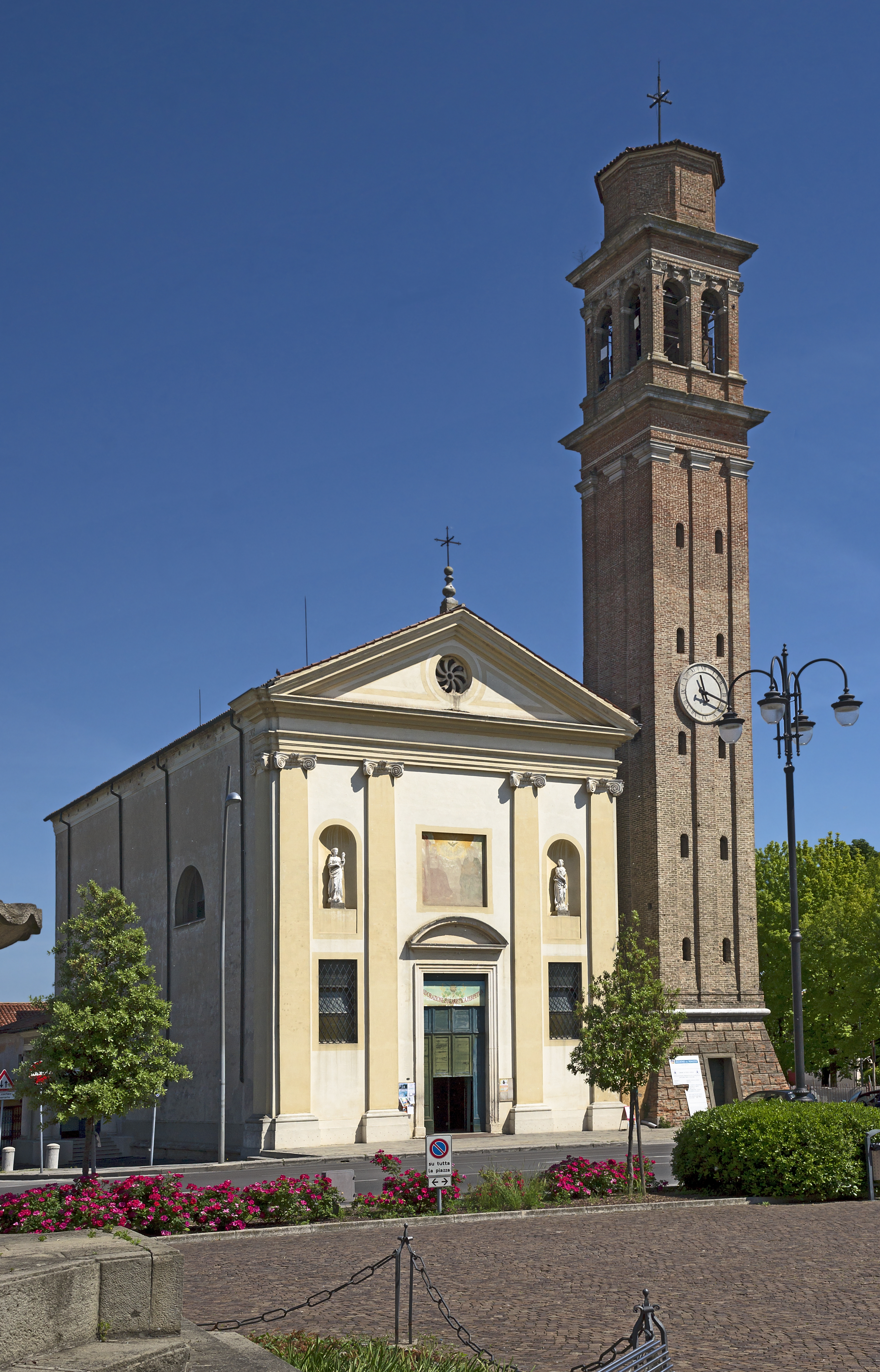